# Halmer (Miesbach)
Halmer ist ein Gemeindeteil von Miesbach auf der Gemarkung Wies im oberbayerischen Landkreis Miesbach.

## Ortsbeschreibung
Die Einöde Halmer liegt 2,5 km nordwestlich von Miesbach.

## Bevölkerungsentwicklung
Um 1871 lebten in Halmer 6 Einwohner. In den 1920er Jahren verdoppelte sich die Bevölkerungszahl auf 12. Im Mai 1987 gab es fünf Einwohner in einem Wohngebäude.
| Jahr      | 1871 | 1925 | 1950 | 1970 | 1987 |
| Einwohner | 6    | 12   | 8    | 4    | 5    |